# تپه دره خانیک
تپه دره خانیک مربوط به هزاره اول قبل از میلاد است و در شهرستان ارومیه، بخش سیلوانه، دهستان ترگور، روستای طالین واقع شده و این اثر در تاریخ ۲۵ آبان ۱۳۸۷ با شمارهٔ ثبت ۲۳۵۴۸ به‌عنوان یکی از آثار ملی ایران به ثبت رسیده است.